# Mala Derevîcika, Liubar
Mala Derevîcika (în ucraineană Мала Деревичка) este un sat în comuna Hlezne din raionul Liubar, regiunea Jîtomîr, Ucraina.

## Demografie
Componența lingvistică a localității Mala Derevîcika
     Ucraineană (99,02%)
     Alte limbi (0,98%)
Conform recensământului din 2001, majoritatea populației localității Mala Derevîcika era vorbitoare de ucraineană (99,02%), existând în minoritate și vorbitori de alte limbi.